# Río Segundo
Le Río Segundo ou Río Xanaes est une rivière du centre-nord de la province de Córdoba, en Argentine. Il naît dans les versants orientaux des sommets appelés Cumbres de Achala (à quelque 2 000 m d'altitude). Ces sommets se trouvent dans le centre de ce qu'on appelle la Sierra Grande, un des principaux cordons des Sierras de Córdoba.
Il est formé par la réunion de plusieurs rivières au sein de la vallée de Paravachasca: río De la Suela, río Los Condoritos (qui parcourt le Parc national Quebrada del Condorito), río San José, río San Pedro, río Los Espinillos, río Medio, río Los Reartes, río Los Molinos et río Anizacate. C'est à partir de la confluence des deux derniers cités, dans les environs de la ville de Despeñaderos, que se forme le río Segundo proprement dit.
Dans la ville de Despeñaderos la rivière quitte la région des sierras pour parcourir la région de la plaine pampéenne, d'abord en se dirigeant vers l'est puis vers le nord-est, jusqu'à ce qu'il débouche par deux bras principaux - dont le plus occidental est appelé Canal de Plujunta - dans le grand lac salé de la Mar Chiquita. Il est, avec le río Primero ou Suquía et le río Dulce, l'un des trois constituants principaux de celle-ci, c’est-à-dire du grand bassin endoréique de l'Argentine centrale.

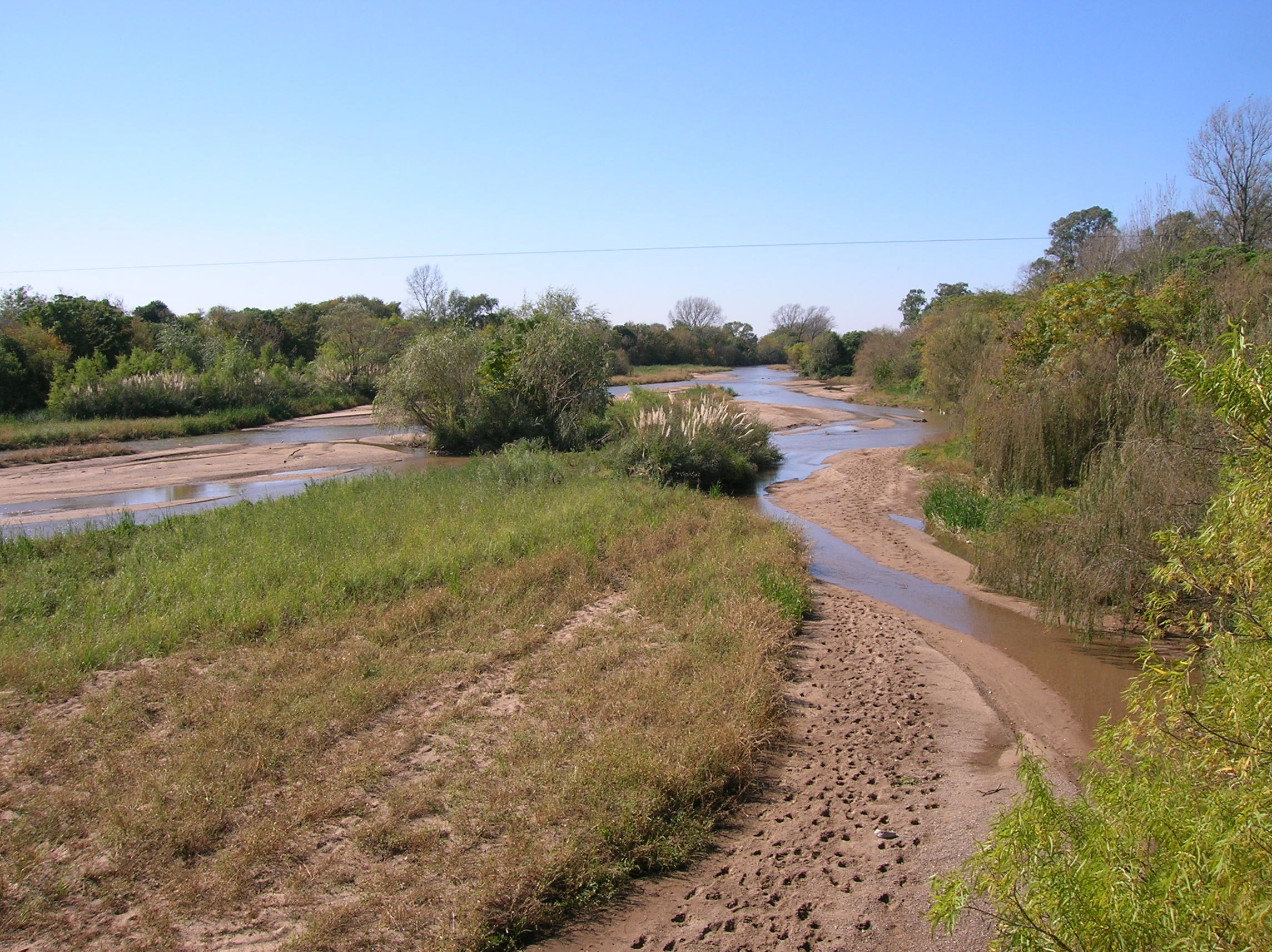

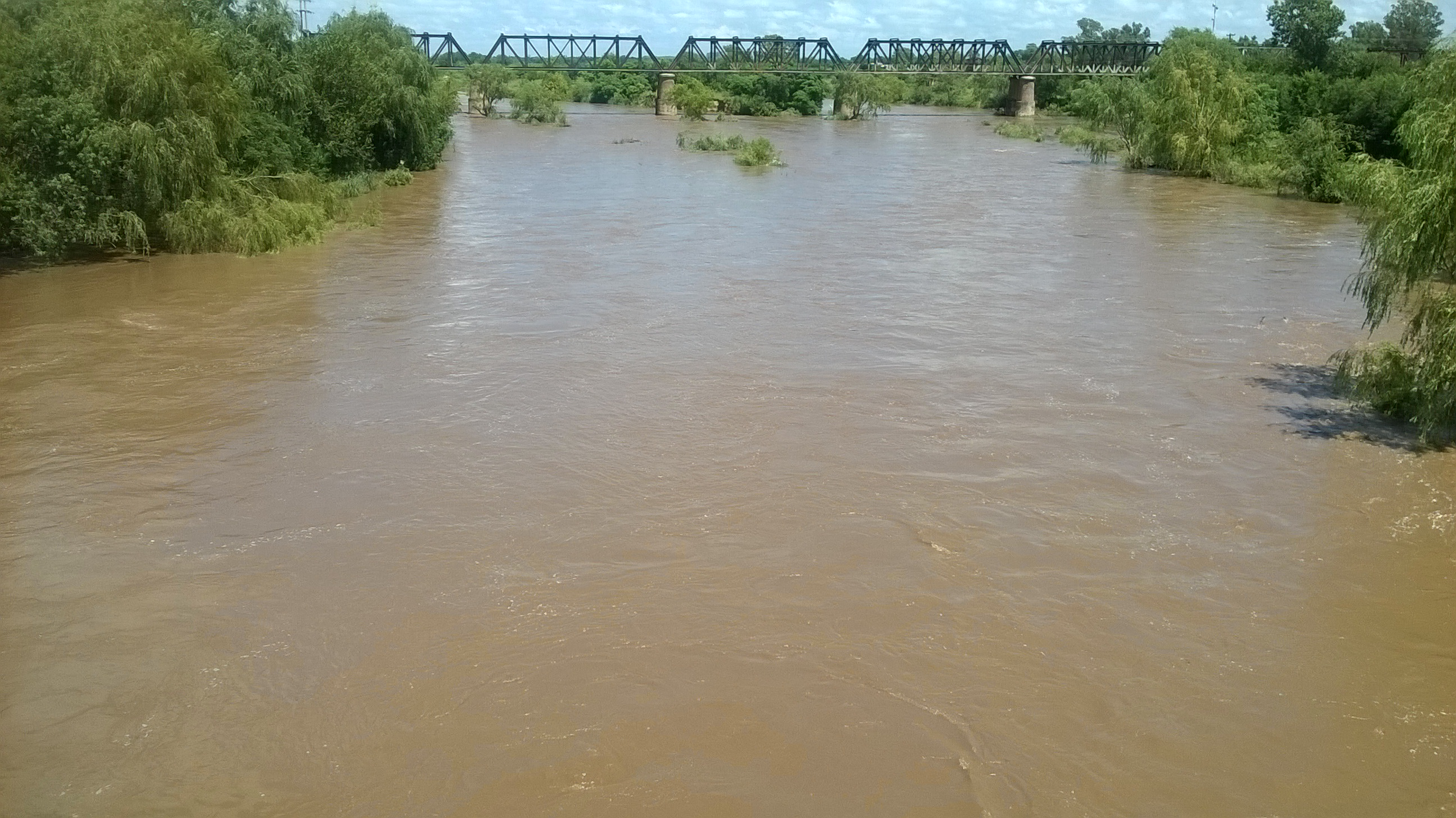
Le Río Segundo près de la ville de Río Segundo

Durant son parcours de 340 km, il traverse les villes de : Río Segundo (es), 
Pilar, Villa del Rosario, Tránsito, Arroyito, El Tío, Concepción del Tío, Marull, Balnearia et Altos de Chipión.
Le nom alternatif de "Xanaes" est d'origine aborigène, sans-doute de l'ethnie des Comechingóns. Il fut complètement oublié jusqu'à ce qu'on commence à l'utiliser en cartographie dans les années 1980, sans doute pour attirer les touristes avec un nom exotique et couleur locale.